# Cartierul Vasile Alecsandri, Făgăraș
Vasile Alecsandri este un cartier al Municipiului Făgăraș din județul Brașov, Transilvania, România.